# Drapeau du Sahara occidental
 (juillet 2024).
Si vous disposez d'ouvrages ou d'articles de référence ou si vous connaissez des sites web de qualité traitant du thème abordé ici, merci de compléter l'article en donnant les références utiles à sa vérifiabilité et en les liant à la section « Notes et références ».
Le Sahara occidental (arabe : الصحراء الغربية) est un territoire de 266 000 km2 du Nord-Ouest de l'Afrique, bordé par le Maroc au nord, l'Algérie au nord-est, la Mauritanie à l'est et au sud, tandis que sa côte Ouest donne sur l'Atlantique.
Le territoire est revendiqué à la fois par le Maroc, qui en contrôle près de 80 % et par la République arabe sahraouie démocratique proclamée par le Front Polisario en 1976, qui en contrôle près de 20 %.

## Anciens drapeaux
Territoire espagnol de 1884 à 1975, le Sahara espagnol arborait ainsi successivement les drapeaux du royaume puis de la république espagnols.

Drapeau de l'Espagne (1843–1873 et 1874–1931)
Drapeau des Républicains espagnols (1931-1939)
Drapeau des Nationalistes espagnols durant la Guerre d'Espagne (1936-1939)
Drapeau de l'Espagne franquiste (1939–1945)
Drapeau de l'Espagne franquiste (1945–1975) et sous Juan Carlos Ier (1975–1977)
Drapeau de la Mauritanie (1959–2017), drapeau officiel de Tiris al-Gharbiyya, zone annexée par la Mauritanie (1976–1979)

## Drapeaux utilisés pour le Sahara occidental

Drapeau du Maroc utilisé dans la partie administrée par le Maroc.
Drapeau de la République arabe sahraouie démocratique utilisé par le Front Polisario et le gouvernement de la République arabe sahraouie démocratique.

## Signification
Les couleurs du drapeau (trois bandes horizontales noires, blanches et vertes) dérivent du drapeau de la révolte arabe. La bande noire représente la mort, la bande blanche représente la paix et la bande verte représente la vie. Le triangle rouge est utilisé pour représenter la politique progressiste et l’héritage révolutionnaire de l’État.